# Heinrich Wilhelm von Wilczek

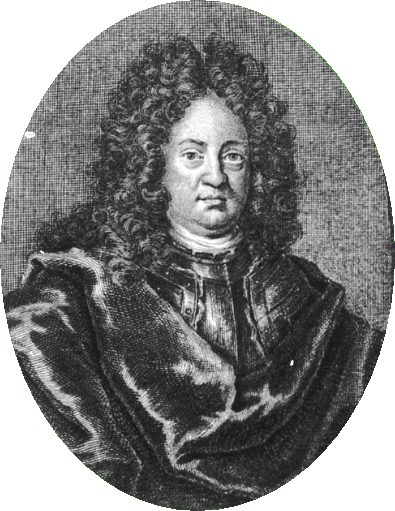
Heinrich Wilhelm von Wilczek

Heinrich Wilhelm Reichsgraf von Wilczek (* 15. September 1665 in Königsberg (Schlesien); † 19. März 1739 in Breslau) war ein kaiserlicher General, Politiker und Diplomat. Er war Feldmarschall, Hofkriegsrat und außerordentlicher Gesandter. 

## Leben
Er war der Sohn des Freiherrn Kaspar Wilczek, Herr auf Königsberg im Herzogtum Troppau, und dessen zweiter Ehefrau Anna Katharina geb. Paczinski. Obwohl aus einem protestantischen Elternhaus stammend, erhielt er auf Wunsch Kaiser Leopold I. von den Jesuiten in Breslau eine katholische Erziehung. 1685 trat er als Volontär in das kaiserliche Heer ein. 1686 ernannte man ihn zum Hauptmann im Regiment des Feldmarschalls Graf Ernst Rüdiger von Starhemberg. Am 20. Mai 1689 bekam er die Stelle des Landrechtsbeisitzers im Fürstentum Teschen. 1691 wurde er zum Oberstwachtmeister und 1694 zum Oberstleutnant befördert. 
Unter der Amtszeit Kaiser Joseph I. stieg er 1706 zum General-Feldwachtmeister auf. Am 10. Mai 1710 wurde er zum Hofkriegsrat ernannt. Am 15. Februar 1712 erhielt er das Kommando der Festung Spielberg bei Brünn. Darauf trat er am 3. September 1712 auf Wunsch Kaiser Karl VI. als außerordentlicher Gesandter in den diplomatischen Dienst ein. 1712 unternahm er mit Zar Peter I. eine Reise durch Russland. Nach seiner Erhebung in den erblichen Reichsgrafenstand, reiste er am 22. Oktober 1714 als kaiserlicher Gesandter an den Hof König Karl XII. nach Stockholm.  Am 10. Juni 1715 erhielt er von Kaiser Karl VI. das ungarische Inkolat. Am 30. Jänner 1717 erfolgte seine Ernennung zum General-Feldzeugmeister und am 1. Februar 1717 zum Kommandanten von Großglogau. Seit 1717 war er Inhaber des Infanterie-Regiments Nr. 11. Schließlich erhielt er im Oktober 1723 die Würde eines Generalfeldmarschalls. Seit 1729 diente er als kaiserlicher Gesandter in Polen, wo er im Auftrag des Kaisers dem polnischen Reichstag beiwohnte. Am 17. Januar 1734 nahm er in Krakau an der Krönung von Kurfürst August von Sachsen  zum polnischen König teil, der ihm aus diesem Anlass mit dem Weißen Adlerorden auszeichnete. Heinrich Wilhelm von Wilczek starb am 19. März 1739 in Breslau. 

## Familie
Heinrich Wilhelm von Wilczek vermählte sich am 14. Dezember 1698 mit Maria Charlotte Gräfin von St. Hilaire (* 14. April 1670). Aus der Ehe gingen u. a. die Söhne Kaspar und Balthasar von Wilczek hervor.